# Pistolet Astra A-90
Astra A-90 – hiszpański pistolet samopowtarzalny, zmodyfikowana wersja modelu A-80.

## Opis
Astra A-90 jest bronią samopowtarzalną. Zasada działania oparta na krótkim odrzucie lufy, zamek ryglowany przez przekoszenie lufy.
Mechanizm spustowy z samonapinaniem, z kurkowym mechanizmem uderzeniowym. Skrzydełko bezpiecznika znajduje się na zamku po obu jego stronach.
A-90 jest zasilany z wymiennego magazynka pudełkowego o pojemności 9 (kal. .45 ACP, jednorzędowy) lub 15 (kal. 9 mm, dwurzędowy) naboi, umieszczonego w chwycie. Zatrzask magazynka po lewej stronie chwytu pistoletowego.
Lufa gwintowana.
Przyrządy celownicze stałe (muszka i szczerbinka).